# Effectif des équipes au Championnat d'Europe masculin de water-polo 2018
Cette page propose la liste de toutes les équipes et de leurs joueurs participant au Championnat d'Europe de water-polo masculin 2018.

## Groupe A

### Allemagne
| Numéro | Joueur             | Poste          | Naissance                 | Taille | Poids  | Club en 2018          |
| ------ | ------------------ | -------------- | ------------------------- | ------ | ------ | --------------------- |
| 1      | Moritz Schenkel    | Gardien de but | 4 septembre 1990 (27 ans) | 2,03 m | 103 kg | Waspo Hannover        |
| 2      | Ben Reibel         | Polyvalent     | 27 août 1997 (20 ans)     | 2,07 m | 97 kg  | Spandau 04            |
| 3      | Timo van der Bosch | Pointe         | 13 novembre 1993 (24 ans) | 1,94 m | 103 kg | SV Ludwigsburg        |
| 4      | Julian Real        | Défenseur      | 22 décembre 1989 (28 ans) | 2,00 m | 110 kg | Waspo Hannover        |
| 5      | Tobias Preuss      | Arrière        | 3 août 1988 (29 ans)      | 1,83 m | 85 kg  | Waspo Hannover        |
| 6      | Maurice Jüngling   | Polyvalent     | 6 octobre 1991 (25 ans)   | 1,84 m | 88 kg  | Spandau 04            |
| 7      | Reiko Zech         | Défenseur      | 22 mai 1995 (23 ans)      | 2,00 m | 108 kg | Waspo Hannover        |
| 8      | Hannes Schulz      | Arrière        | 25 mai 1990 (28 ans)      | 1,88 m | 93 kg  | OSC Potsdam           |
| 9      | Marko Stamm        | Ailier         | 30 août 1988 (29 ans)     | 1,88 m | 97 kg  | Spandau 04            |
| 10     | Dennis Strelezkij  | Arrière        | 22 avril 1998 (20 ans)    | 1,85 m | 99 kg  | Spandau 04            |
| 11     | Marin Restović     | Arrière        | 22 juillet 1990 (27 ans)  | 1,92 m | 94 kg  | Spandau 04            |
| 12     | Dennis Eidner      | Pointe         | 4 août 1989 (28 ans)      | 1,80 m | 112 kg | ASC Duisburg          |
| 13     | Kevin Götz         | Gardien de but | 3 février 1993 (25 ans)   | 1,90 m | 87 kg  | White Sharks Hannover |

Sélectionneur :  Hagen Stamm

### Géorgie
| Numéro | Joueur                   | Poste          | Naissance                  | Taille | Poids  | Club en 2018          |
| ------ | ------------------------ | -------------- | -------------------------- | ------ | ------ | --------------------- |
| 1      | Nikoloz Shubladze        | Gardien de but | 27 décembre 1993 (24 ans)  | 1,90 m | 95 kg  | VK Primorac           |
| 2      | Beka Kavtaradze          | Défenseur      | 9 juillet 1990 (28 ans)    | 1,91 m | 102 kg | VK Locomotive Tbilisi |
| 3      | Damir Tsrepulia          | Polyvalent     | 16 janvier 1984 (34 ans)   | 1,90 m | 93 kg  | VK Primorac           |
| 4      | Revaz Imnaishvili        | Arrière        | 9 août 1997 (20 ans)       | 1,86 m | 96 kg  | Rari Nantes Sori      |
| 5      | Andria Bitadze           | Pointe         | 17 mai 1997 (21 ans)       | 2,03 m | 115 kg | Roma Vis Nova         |
| 6      | Marko Jelaca             | Défenseur      | 15 décembre 1982 (35 ans)  | 2,05 m | 105 kg | CC Ortigia            |
| 7      | Khvicha Jakhaia          | Défenseur      | 16 septembre 1996 (21 ans) | 1,95 m | 103 kg | Dinamo Tbilissi       |
| 8      | Mikheil Baghaturia       | Ailier         | 9 mai 1987 (31 ans)        | 1,83 m | 85 kg  | Dinamo Tbilissi       |
| 9      | Zurab Rurua              | Ailier         | 8 juin 1987 (31 ans)       | 1,86 m | 87 kg  | Dinamo Tbilissi       |
| 10     | Konstantine Gegelashvili | Pointe         | 7 mai 1983 (35 ans)        | 1,85 m | 94 kg  | VK Locomotive Tbilisi |
| 11     | Giorgi Magrakvelidze     | Arrière        | 21 janvier 1998 (20 ans)   | 1,83 m | 90 kg  | KVP Nováky            |
| 12     | Giorgi Meskhi            | Arrière        | 25 avril 1998 (20 ans)     | 1,88 m | 84 kg  | VK Šabac              |
| 13     | Irakli Razmadze          | Gardien de but | 4 avril 1997 (21 ans)      | 1,95 m | 92 kg  | Dinamo Tbilissi       |

Sélectionneur :  Revaz Chomakhidze

### Hongrie
| Numéro | Joueur             | Poste          | Naissance                  | Taille | Poids  | Club en 2018          |
| ------ | ------------------ | -------------- | -------------------------- | ------ | ------ | --------------------- |
| 1      | Viktor Nagy        | Gardien de but | 24 juillet 1984 (33 ans)   | 1,98 m | 100 kg | Szolnoki Vízilabda SC |
| 2      | Dániel Angyal      | Défenseur      | 29 mars 1992 (26 ans)      | 2,03 m | 108 kg | Egri VK               |
| 3      | Krisztián Manhercz | Ailier         | 6 février 1997 (21 ans)    | 1,92 m | 91 kg  | Ferencvárosi TC       |
| 4      | Gergő Zalánki      | Arrière        | 26 février 1995 (23 ans)   | 1,93 m | 88 kg  | Szolnoki Vízilabda SC |
| 5      | Márton Vámos       | Pointe         | 24 juin 1992 (26 ans)      | 2,03 m | 106 kg | Ferencvárosi TC       |
| 6      | Tamás Mezei        | Pointe         | 14 septembre 1990 (27 ans) | 1,97 m | 108 kg | Szolnoki Vízilabda SC |
| 7      | Dávid Jansik       | Défenseur      | 28 février 1991 (28 ans)   | 2,03 m | 108 kg | Szolnoki Vízilabda SC |
| 8      | Gergő Kovács       | Arrière        | 2 septembre 1995 (22 ans)  | 2,03 m | 108 kg | Egri VK               |
| 9      | Balázs Erdélyi     | Arrière        | 16 février 1990 (28 ans)   | 1,96 m | 94 kg  | Orvosegyetem SC       |
| 10     | Bence Bátori       | Ailier         | 28 décembre 1991 (26 ans)  | 1,85 m | 99 kg  | Szolnoki Vízilabda SC |
| 11     | Krisztián Bedő     | Pointe         | 4 mai 1993 (25 ans)        | 1,93 m | 107 kg | Egri VK               |
| 12     | Zoltán Pohl        | Défenseur      | 27 mars 1995 (23 ans)      | 1,94 m | 98 kg  | Ferencvárosi TC       |
| 13     | Soma Vogel         | Gardien de but | 7 juillet 1997 (21 ans)    | 1,98 m | 84 kg  | Ferencvárosi TC       |

Sélectionneur :  Tamás Märcz

### Italie
| Numéro | Joueur              | Poste          | Naissance                 | Taille | Poids  | Club en 2018                |
| ------ | ------------------- | -------------- | ------------------------- | ------ | ------ | --------------------------- |
| 1      | Marco Del Lungo     | Gardien de but | 3 janvier 1990 (28 ans)   | 1,90 m | 100 kg | AN Brescia                  |
| 2      | Francesco Di Fulvio | Arrière        | 15 août 1993 (24 ans)     | 1,88 m | 82 kg  | Pro Recco                   |
| 3      | Guillermo Molina    | Pointe         | 16 mars 1984 (34 ans)     | 1,94 m | 108 kg | Pro Recco                   |
| 4      | Pietro Figlioli     | Arrière        | 29 mai 1984 (34 ans)      | 1,92 m | 97 kg  | Pallanuoto Sport Management |
| 5      | Andrea Fondelli     | Arrière        | 27 février 1994 (24 ans)  | 1,87 m | 90 kg  | Pallanuoto Sport Management |
| 6      | Alessandro Velotto  | Défenseur      | 12 février 1995 (23 ans)  | 1,88 m | 79 kg  | CC Napoli                   |
| 7      | Vincenzo Renzuto    | Défenseur      | 8 avril 1993 (25 ans)     | 1,82 m | 76 kg  | VK Jug                      |
| 8      | Valentino Gallo     | Arrière        | 17 juillet 1985 (32 ans)  | 1,93 m | 92 kg  | Pallanuoto Sport Management |
| 9      | Nicholas Presciutti | Pointe         | 14 décembre 1993 (24 ans) | 1,90 m | 90 kg  | AN Brescia                  |
| 10     | Michaël Bodegas     | Pointe         | 3 mai 1987 (31 ans)       | 1,92 m | 102 kg | Pro Recco                   |
| 11     | Gonzalo Echenique   | Ailier         | 27 avril 1990 (28 ans)    | 1,94 m | 94 kg  | Pro Recco                   |
| 12     | Zeno Bertoli        | Défenseur      | 22 décembre 1988 (29 ans) | 1,90 m | 90 kg  | AN Brescia                  |
| 13     | Gianmarco Nicosia   | Gardien de but | 12 février 1998 (20 ans)  | 1,87 m | 87 kg  | Pallanuoto Sport Management |

Sélectionneur :  Alessandro Campagna

## Groupe B

### Espagne
| Numéro | Joueur                   | Poste          | Naissance                  | Taille | Poids  | Club en 2018           |
| ------ | ------------------------ | -------------- | -------------------------- | ------ | ------ | ---------------------- |
| 1      | Daniel López             | Gardien de but | 16 juillet 1980 (38 ans)   | 1,91 m | 90 kg  | CN Atlètic-Barceloneta |
| 2      | Alberto Munarriz         | Défenseur      | 19 mai 1994 (24 ans)       | 1,97 m | 105 kg | CN Atlètic-Barceloneta |
| 3      | Álvaro Granados          | Arrière        | 8 octobre 1998 (19 ans)    | 1,90 m | 86 kg  | CN Atlètic-Barceloneta |
| 4      | Miguel de Toro Domínguez | Pointe         | 16 août 1993 (24 ans)      | 2,03 m | 110 kg | CE Mediterrani         |
| 5      | Marc Minguell            | Arrière        | 14 janvier 1985 (33 ans)   | 1,88 m | 94 kg  | CE Mediterrani         |
| 6      | Marc Larumbe             | Arrière        | 30 avril 1994 (24 ans)     | 1,98 m | 92 kg  | CN Atlètic-Barceloneta |
| 7      | Sergi Cabanas            | Défenseur      | 10 février 1996 (22 ans)   | 1,90 m | 88 kg  | CN Sabadell            |
| 8      | Francisco Fernández      | Allier         | 21 juin 1986 (32 ans)      | 1,85 m | 83 kg  | CN Atlètic-Barceloneta |
| 9      | Roger Tahull             | Pointe         | 11 mai 1997 (18 ans)       | 1,95 m | 104 kg | CN Atlètic-Barceloneta |
| 10     | Felipe Perrone           | Arrière        | 27 février 1986 (32 ans)   | 1,82 m | 87 kg  | CN Atlètic-Barceloneta |
| 11     | Blai Mallarach           | Arrière        | 21 août 1987 (30 ans)      | 1,87 m | 87 kg  | CN Atlètic-Barceloneta |
| 12     | Alejandro Bustos         | Défenseur      | 17 mars 1997 (21 ans)      | 1,92 m | 105 kg | CN Atlètic-Barceloneta |
| 13     | Eduardo Lorrio           | Gardien de but | 25 septembre 1993 (24 ans) | 1,93 m | 85 kg  | CN Barcelona           |

Sélectionneur :  David Martín

### France
| Numéro | Joueur                 | Poste          | Naissance                 | Taille | Poids  | Club en 2018           |
| ------ | ---------------------- | -------------- | ------------------------- | ------ | ------ | ---------------------- |
| 1      | Rémi Garsau            | Gardien de but | 19 juillet 1984 (33 ans)  | 1,91 m | 92 kg  | Olympic Nice           |
| 2      | Rémi Saudadier         | Polyvalent     | 20 mars 1986 (32 ans)     | 1,98 m | 100 kg | Spandau 04             |
| 3      | Mathias Olivon         | Polyvalent     | 29 juin 1995 (23 ans)     | 1,85 m | 93 kg  | CN Marseille           |
| 5      | Enzo Khasz             | Pointe         | 13 août 1993 (24 ans)     | 2,02 m | 105 kg | USB Bordeaux           |
| 6      | Thomas Vernoux         | Arrière        | 21 mars 2002 (16 ans)     | 1,90 m | 87 kg  | CN Marseille           |
| 7      | Ugo Crousillat         | Polyvalent     | 27 octobre 1990 (27 ans)  | 1,92 m | 85 kg  | Pays d'Aix             |
| 8      | Dino Guillaume         | Polyvalent     | 24 mars 1995 (23 ans)     | 1,90 m | 85 kg  | VK Radnički Kragujevac |
| 9      | Romain Marion-Vernoux  | Défenseur      | 2 janvier 2000 (18 ans)   | 1,89 m | 85 kg  | CN Marseille           |
| 10     | Charles Canonne        | Arrière        | 9 février 1996 (22 ans)   | 1,87 m | 87 kg  | FNC Douai              |
| 11     | Pierre Vanpeperstraete | Ailier         | 15 avril 1992 (26 ans)    | 1,90 m | 104 kg | Team Strasbourg        |
| 12     | Hugo Lepoint           | Polyvalent     | 29 avril 1999 (19 ans)    | 1,87 m | 82 kg  | FNC Douai              |
| 13     | Hugo Fontani           | Gardien de but | 22 décembre 1994 (23 ans) | 1,90 m | 85 kg  | Team Strasbourg        |

Sélectionneur :  Nenad Vukanić

### Malte
| Numéro | Joueur                  | Poste          | Naissance                  | Taille | Poids  | Club en 2018    |
| ------ | ----------------------- | -------------- | -------------------------- | ------ | ------ | --------------- |
| 1      | Nicholas Grixti         | Gardien de but | 13 octobre 1995 (22 ans)   | 1,86 m | 87 kg  | Sirens ASC      |
| 2      | Jerome Gabarretta       | Pointe         | 3 juin 1990 (28 ans)       | 1,96 m | 100 kg | Sliema ASC      |
| 3      | Andreas Galea           | Ailier         | 17 septembre 1996 (21 ans) | 1,77 m | 74 kg  | San Giljan ASC  |
| 4      | Jeremy Abela            | Pointe         | 10 juin 1998 (20 ans)      | 1,86 m | 90 kg  | Neptunes WPSC   |
| 5      | Michael Spiteri Staines | Ailier         | 4 août 1992 (24 ans)       | 1,83 m | 100 kg | Sliema ASC      |
| 6      | Matthew Zammit          | Pointe         | 1er octobre 1987 (30 ans)  | 1,96 m | 118 kg | San Giljan ASC  |
| 7      | Steven Camilleri        | Arrière        | 4 juillet 1987 (31 ans)    | 1,90 m | 93 kg  | Roma Pallanuoto |
| 8      | Jordan Camilleri        | Défenseur      | 14 septembre 1992 (24 ans) | 1,86 m | 88 kg  | Neptunes WPSC   |
| 9      | Nicholas Bugelli        | Polyvalent     | 11 février 1987 (21 ans)   | 1,82 m | 74 kg  | Sliema ASC      |
| 10     | Aurélien Cousin         | Défenseur      | 1er février 1980 (38 ans)  | 1,98 m | 105 kg | Exiles SC       |
| 11     | Ben Plumpton            | Ailier         | 16 février 1998 (20 ans)   | 1,80 m | 76 kg  | San Giljan ASC  |
| 12     | Dino Zammit             | Arrière        | 14 décembre 1994 (23 ans)  | 1,77 m | 95 kg  | San Giljan ASC  |
| 13     | Jake Tanti              | Gardien de but | 12 juin 1998 (20 ans)      | 1,89 m | 87 kg  | San Giljan ASC  |

Sélectionneur :  Karl Izzo

### Monténégro
| Numéro | Joueur             | Poste          | Naissance                  | Taille | Poids  | Club en 2018                |
| ------ | ------------------ | -------------- | -------------------------- | ------ | ------ | --------------------------- |
| 1      | Dejan Lazović      | Gardien de but | 8 février 1990 (28 ans)    | 1,93 m | 97 kg  | Pallanuoto Sport Management |
| 2      | Draško Brguljan    | Défenseur      | 27 décembre 1984 (33 ans)  | 1,94 m | 91 kg  | Orvosegyetem SC             |
| 3      | Dragan Drašković   | Ailier         | 9 janvier 1998 (30 ans)    | 1,94 m | 95 kg  | PVK Jadran HN               |
| 4      | Marko Petković     | Polyvalent     | 3 mars 1989 (29 ans)       | 1,89 m | 85 kg  | PVK Jadran HN               |
| 5      | Đuro Radović       | Ailier         | 20 février 1999 (19 ans)   | 1,93 m | 92 kg  | PVK Jadran HN               |
| 6      | Aleksandar Radović | Ailier         | 24 février 1998 (31 ans)   | 1,98 m | 92 kg  | Waspo Hannover              |
| 7      | Mlađan Janović     | Ailier         | 11 juin 1984 (34 ans)      | 1,93 m | 92 kg  | AN Brescia                  |
| 8      | Bogdan Đurđić      | Allier         | 8 août 1996 (21 ans)       | 1,84 m | 82 kg  | CN Marseille                |
| 9      | Aleksandar Ivović  | Ailier         | 24 février 1986 (18 ans)   | 1,98 m | 108 kg | Pro Recco                   |
| 10     | Saša Mišić         | Pointe         | 27 mars 1987 (31 ans)      | 1,98 m | 100 kg | Miskolci VC                 |
| 11     | Uroš Čučković      | Défenseur      | 25 avril 1990 (28 ans)     | 1,99 m | 103 kg | Egri VK                     |
| 12     | Vladan Spaić       | Pointe         | 18 juin 1997 (21 ans)      | 1,89 m | 100 kg | PVK Jadran HN               |
| 13     | Miloš Šćepanović   | Gardien de but | 10 septembre 1982 (35 ans) | 1,85 m | 90 kg  | CN Marseille                |

Sélectionneur :  Vladimir Gojković

## Groupe C

### Croatie
| Numéro | Joueur          | Poste          | Naissance                  | Taille | Poids  | Club en 2018           |
| ------ | --------------- | -------------- | -------------------------- | ------ | ------ | ---------------------- |
| 1      | Marko Bijač     | Gardien de but | 12 janvier 1991 (27 ans)   | 1,99 m | 88 kg  | VK Jug                 |
| 2      | Marko Macan     | Défenseur      | 26 avril 1993 (25 ans)     | 1,95 m | 112 kg | VK Jug                 |
| 3      | Loren Fatović   | Ailier         | 16 novembre 1996 (21 ans)  | 1,85 m | 84 kg  | VK Jug                 |
| 4      | Luka Lončar     | Pointe         | 26 juin 1987 (31 ans)      | 1,95 m | 106 kg | VK Jug                 |
| 5      | Maro Joković    | Ailier         | 10 janvier 1987 (31 ans)   | 2,04 m | 97 kg  | VK Jug                 |
| 6      | Ivan Buljubašić | Défenseur      | 31 janvier 1987 (31 ans)   | 1,98 m | 107 kg | CSA Steaua Bucarest    |
| 7      | Ante Vukičević  | Ailier         | 24 février 1993 (25 ans)   | 1,87 m | 95 kg  | CN Marseille           |
| 8      | Andro Bušlje    | Défenseur      | 4 janvier 1986 (32 ans)    | 1,99 m | 115 kg | Olympiakós             |
| 9      | Miloš Lovre     | Arrière        | 25 avril 1986 (32 ans)     | 1,96 m | 94 kg  | HAVK Mladost           |
| 10     | Josip Vrlić     | Pointe         | 27 mars 1987 (31 ans)      | 1,98 m | 130 kg | CN Atlètic-Barceloneta |
| 11     | Anđelo Šetka    | Ailier         | 14 septembre 1985 (32 ans) | 1,77 m | 86 kg  | VK Jadran Split        |
| 12     | Xavier García   | Arrière        | 5 janvier 1984 (34 ans)    | 1,98 m | 92 kg  | VK Jug                 |
| 13     | Ivan Marcelić   | Gardien de but | 18 février 1994 (24 ans)   | 1,92 m | 106 kg | HAVK Mladost           |

Sélectionneur :  Ivica Tucak

### Grèce
| Numéro | Joueur                   | Poste          | Naissance                  | Taille | Poids  | Club en 2018    |
| ------ | ------------------------ | -------------- | -------------------------- | ------ | ------ | --------------- |
| 1      | Konstantinos Flegkas     | Gardien de but | 17 juillet 1988 (29 ans)   | 1,92 m | 90 kg  | NC Ydraikos     |
| 2      | Konstantinos Genidounias | Arrière        | 3 mai 1993 (25 ans)        | 1,83 m | 90 kg  | Olympiakós      |
| 3      | Dimitrios Skoumpakis     | Défenseur      | 18 décembre 1998 (19 ans)  | 2,03 m | 110 kg | ANO Glyfádas    |
| 4      | Dimitrios Nikolaidis     | Défenseur      | 10 juin 1999 (19 ans)      | 1,94 m | 100 kg | Olympiakós      |
| 5      | Ioannis Fountoulis       | Arrière        | 25 mai 1988 (30 ans)       | 1,86 m | 90 kg  | Olympiakós      |
| 6      | Marios Kapotsis          | Ailier         | 13 septembre 1991 (26 ans) | 1,84 m | 87 kg  | NO Vouliagménis |
| 7      | Georgios Dervisis        | Arrière        | 30 octobre 1994 (23 ans)   | 1,95 m | 95 kg  | Olympiakós      |
| 8      | Stylianos Argyropoulos   | Pointe         | 2 août 1991 (21 ans)       | 1,90 m | 96 kg  | Olympiakós      |
| 9      | Konstantinos Mourikis    | Pointe         | 11 juillet 1988 (30 ans)   | 1,97 m | 109 kg | Olympiakós      |
| 10     | Christódoulos Kolómvos   | Pointe         | 26 octobre 1988 (29 ans)   | 1,86 m | 105 kg | Enka SK         |
| 11     | Alexandros Gounas        | Arrière        | 3 octobre 1989 (28 ans)    | 1,79 m | 73 kg  | Olympiakós      |
| 12     | Angelos Vlachopoulos     | Arrière        | 28 septembre 1991 (25 ans) | 1,80 m | 77 kg  | Egri VK         |
| 13     | Emmanouil Zerdevas       | Gardien de but | 12 août 1997 (20 ans)      | 1,84 m | 90 kg  | NO Vouliagménis |

Sélectionneur :  Thodoris Vlachos

### Pays-Bas
| Numéro | Joueur             | Poste          | Naissance                 | Taille | Poids  | Club en 2018                       |
| ------ | ------------------ | -------------- | ------------------------- | ------ | ------ | ---------------------------------- |
| 1      | Eelco Wagenaar     | Gardien de but | 22 novembre 1991 (26 ans) | 1,96 m | 87 kg  | Edese Zwem- & Poloclub Polar Bears |
| 2      | Sam van den Burg   | Pointe         | 25 octobre 1997 (20 ans)  | 1,98 m | 96 kg  | Waspo Hannover                     |
| 3      | Jorn Winkelhorst   | Pointe         | 26 décembre 1991 (26 ans) | 2,00 m | 116 kg | ANO Glyfádas                       |
| 4      | Ruud van der Horst | Pointe         | 3 juin 1991 (27 ans)      | 1,89 m | 100 kg | Edese Zwem- & Poloclub Polar Bears |
| 5      | Guus van Ijperen   | Pointe         | 28 février 1985 (23 ans)  | 1,98 m | 97 kg  | CN Barcelona                       |
| 6      | Robin Lindhout     | Arrière        | 25 octobre 1990 (26 ans)  | 1,94 m | 107 kg | Ortigia                            |
| 7      | Lars Gottemaker    | Ailier         | 29 juillet 1998 (19 ans)  | 1,86 m | 94 kg  | ZPC Het Ravijn                     |
| 8      | Miloš Filipović    | Ailier         | 13 mars 1992 (26 ans)     | 1,90 m | 86 kg  | Schuurman BZC                      |
| 9      | Harmen Muller      | Polyvalent     | 13 avril 1995 (23 ans)    | 1,91 m | 88 kg  | CN Sabadell                        |
| 10     | Pascal Janssen     | Polyvalent     | 24 mars 1996 (22 ans)     | 1,85 m | 87 kg  | Team Strasbourg                    |
| 11     | Jesse Koopman      | Polyvalent     | 4 avril 1993 (25 ans)     | 1,95 m | 95 kg  | CSM Digi Oradea                    |
| 12     | Thomas Lucas       | Pointe         | 25 avril 1989 (29 ans)    | 2,00 m | 105 kg | Nuoto Catania                      |
| 13     | Milan de Koff      | Gardien de but | 7 juin 1995 (23 ans)      | 1,96 m | 85 kg  | SVH Waterpolo                      |

Sélectionneur :  Robin van Galen

### Turquie
| Numéro | Joueur               | Poste          | Naissance                  | Taille | Poids  | Club en 2018        |
| ------ | -------------------- | -------------- | -------------------------- | ------ | ------ | ------------------- |
| 1      | Hüseyin Kağan Kil    | Gardien de but | 23 juillet 1999 (18 ans)   | 1,91 m | 83 kg  | Galatasaray SK      |
| 2      | Fatih Acar           | Ailier         | 22 novembre 1998 (19 ans)  | 1,88 m | 80 kg  | Enka SK             |
| 3      | Oğuz Berke Senemoğlu | Meneur         | 7 mars 1995 (23 ans)       | 1,85 m | 76 kg  | Galatasaray SK      |
| 4      | Ege Kahraman         | Ailier         | 8 mars 1999 (19 ans)       | 1,86 m | 76 kg  | Enka SK             |
| 5      | Berk Bıyık           | Ailier         | 1er janvier 1993 (25 ans)  | 1,94 m | 110 kg | Galatasaray SK      |
| 6      | Yuşa Hân Düzenli     | Meneur         | 15 septembre 2001 (16 ans) | 1,88 m | 86 kg  | Enka SK             |
| 7      | Tugay Ergin          | Pointe         | 3 janvier 1993 (25 ans)    | 1,88 m | 98 kg  | Enka SK             |
| 8      | Eray Turan           | Ailier         | 23 février 1998 (20 ans)   | 1,80 m | 97 kg  | Galatasaray SK      |
| 9      | Nadir Sönmez         | Arrière        | 29 octobre 1992 (25 ans)   | 1,86 m | 97 kg  | Heybeliada SC       |
| 10     | Neşfet Toğkan Özbek  | Ailier         | 2 septembre 1994 (23 ans)  | 1,82 m | 74 kg  | Heybeliada SC       |
| 11     | Ali Can Yılmaz       | Pointe         | 10 juin 1989 (29 ans)      | 1,88 m | 92 kg  | Heybeliada SC       |
| 12     | Emre Gürdenli        | Pointe         | 17 mai 2000 (18 ans)       | 1,90 m | 90 kg  | Heybeliada SC       |
| 13     | Emirhan Özdemir      | Gardien de but | 26 septembre 1996 (21 ans) | 2,01 m | 94 kg  | Toronto Golden Jets |

Sélectionneur :  Sinan Turunç

## Groupe D

### Serbie
| Numéro | Joueur             | Poste          | Naissance                 | Taille | Poids  | Club en 2018          |
| ------ | ------------------ | -------------- | ------------------------- | ------ | ------ | --------------------- |
| 1      | Gojko Pijetlović   | Gardien de but | 7 août 1983 (34 ans)      | 1,97 m | 97 kg  | CSM Digi Oradea       |
| 2      | Dušan Mandić       | Ailier         | 16 juin 1994 (24 ans)     | 2,02 m | 100 kg | Pro Recco             |
| 3      | Viktor Rašović     | Meneur         | 13 août 1993 (24 ans)     | 1,90 m | 90 kg  | VK Jug                |
| 4      | Sava Ranđelović    | Arrière        | 17 juillet 1993 (24 ans)  | 1,93 m | 80 kg  | Orvosegyetem SC       |
| 5      | Miloš Ćuk          | Meneur         | 21 décembre 1990 (27 ans) | 1,91 m | 91 kg  | Szolnoki Vízilabda SC |
| 6      | Duško Pijetlović   | Pointe         | 25 avril 1985 (33 ans)    | 1,97 m | 97 kg  | WPC Dynamo Moscou     |
| 7      | Nemanja Vico       | Pointe         | 19 novembre 1994 (23 ans) | m      | kg     | Nuoto Catania         |
| 8      | Milan Aleksić      | Pointe         | 13 mai 1986 (32 ans)      | 1,93 m | 93 kg  | Szolnoki Vízilabda SC |
| 9      | Nikola Jakšić      | Pointe         | 17 janvier 1997 (21 ans)  | 1,97 m | 89 kg  | Ferencvárosi TC       |
| 10     | Filip Filipović    | Ailier         | 2 mai 1987 (31 ans)       | 1,96 m | 101 kg | Pro Recco             |
| 11     | Andrija Prlainović | Ailier         | 28 avril 1987 (31 ans)    | 1,87 m | 93 kg  | Szolnoki Vízilabda SC |
| 12     | Stefan Mitrović    | Meneur         | 29 mars 1988 (30 ans)     | 1,95 m | 91 kg  | Ferencvárosi TC       |
| 13     | Branislav Mitrović | Gardien de but | 30 janvier 1985 (30 ans)  | 2,01 m | 100 kg | Waspo Hannover        |

Sélectionneur :  Dejan Savić